# Pachycephala sulfuriventer
Pachycephala sulfuriventer е вид птица от семейство Pachycephalidae.

## Разпространение
Видът е разпространен в Индонезия.